# أليس إستي
أليس إستي (بالإنجليزية: Alice Esty)‏ هي مغنية ومغنية أوبرا وممثلة أمريكية، ولدت في 12 أبريل 1864 في لوويل في الولايات المتحدة، وتوفيت في فبراير 1935 في فارنهام في المملكة المتحدة.